# 衞汝貴
衛汝貴（1836年—1895年），字達三，安徽廬州府合肥縣人，淮軍將領。
早年隨從劉銘傳征捻軍，累遷至副將，晉總兵。捻軍平定後，授河州鎮總兵官，李鴻章薦其樸誠忠勇，留統北洋防軍。歷授大同鎮、寧夏鎮總兵官，均未任官。光绪十七年李鴻章奏称“实系最为得力之将。”率盛军驻守天津附近的青县，共有步队12营6000余人，马队5营1000余人，合约8000人。
甲午战争爆發，衛汝貴奉命率軍增援平壤，部隊軍紀很壞，沿途騷擾百姓，李鴻章曾警告他：“敵氛逼近，若釀成大亂，汝身家性命必不能保”。平壤之战中，衛汝貴指挥盛军在西、南两个战场激战，重創日軍，惜此役清军潰敗，平壤失守。衛汝貴被革职逮问，李鸿章为其说情，未成，后械送京师，處死於菜市口。衛汝貴是甲午战争期间唯一被朝廷处斩的实授总兵。其弟衛汝成官至總兵，於衛汝貴事敗後不知所終。

## 延伸阅读
[在维基数据编辑]
 《清史稿/卷462》，出自趙爾巽《清史稿》